# Холохолёнка
Холохолёнка — деревня в Вышневолоцком районе Тверской области. Относится к Холохоленскому сельскому поселению (центр поселения — соседняя деревня Афимьино, до 2006 года была центром Холохоленского сельского округа).
Находится в 12 км к юго-востоку от Вышнего Волочка на автодороге «Москва — Санкт-Петербург» М10 (E 105), 280 км от Москвы.
Население по переписи 2002 года — 59 человек, 24 мужчины, 35 женщин.

## История
В конце XVIII века в сельце Холохольня с деревнями за помещиком П. Зиловым числилось 20 душ крестьян, за девицами Марией и Александрой Зиловыми — 11 душ, за Аксиньей Свечиной — 40 душ. Прапорщику Гордею Свечину в сельце Вышняя Холохольня принадлежало 43 души крестьян. В 1859 году во владельческой деревне Холохоленка, 11 дворов, 110 жителей.
Во второй половине XIX — начале XX века деревня Холохоленка была центром Холохоленской волости Вышневолоцкого уезда Тверской губернии и относилась к Афимьинскому церковному приходу. В 1886 году — 22 двора, 129 жителей, волостное правление, земское училище, постоялый двор, две мелочные лавки.
В 1876 году открыто Холохоленское сельское земское одноклассное училище, в 1914 году в нём было 65 учащихся, две учительницы.
В 1933 году 9 хозяйств деревни состояли в колхозе им. Молотова. В 1950 году он влился в колхоз им. Сталина, который в 1961 году был переименован в колхоз «Родина». В 1970—1984 годах деревня в совхозе «Рогачевский».
Население в 1958 году составляло 119 человек, в 1969—118 человек, в 1980—123 человека.
В 1997 году — 25 хозяйств, 49 жителей; администрация сельского округа, начальная школа, медпункт, отделение связи, магазин.